# Ölands domsagas valkrets
Ölands domsagas valkrets var under en del av tvåkammarriksdagstiden en valkrets som representerade ett mandat vid val till andra kammaren i Sveriges riksdag. Vid valet 1911 kom området att ingå i den nybildade Kalmar läns södra valkrets.

## Riksdagsmän
- Erik Johan Rudberg (1867–1868)
- Fredrik Petersson (1869–1872)
- Anders Peter Danielsson, lmp 1873–1887, nya lmp 1888–1894, lmp 1895–1897 (1873–18/12 1897)
- Adolf Johansson, lmp (1898–1911)

## Valresultat

### 1896
| Andrakammarvalet i Sverige 1896: Ölands domsagas valkrets | Andrakammarvalet i Sverige 1896: Ölands domsagas valkrets | Andrakammarvalet i Sverige 1896: Ölands domsagas valkrets | Andrakammarvalet i Sverige 1896: Ölands domsagas valkrets | Andrakammarvalet i Sverige 1896: Ölands domsagas valkrets |
| Kandidat                                                  | Kandidat                                                  | Röster                                                    | Röster                                                    | Röster                                                    |
| Kandidat                                                  | Kandidat                                                  | Antal                                                     | %                                                         | +− %                                                      |
| --------------------------------------------------------- | --------------------------------------------------------- | --------------------------------------------------------- | --------------------------------------------------------- | --------------------------------------------------------- |
|                                                           | Anders Peter Danielsson                                   | 577                                                       | 91,9                                                      |                                                           |
|                                                           | Närmaste kandidat                                         | 11                                                        | 1,7                                                       |                                                           |
|                                                           | Övriga kandidater                                         | 40                                                        | 6,4                                                       | —                                                         |
| Antal giltiga röster                                      | Antal giltiga röster                                      | 628                                                       |                                                           |                                                           |
| Kasserade röster                                          | Kasserade röster                                          | 11                                                        |                                                           |                                                           |
| Totalt                                                    | Totalt                                                    | 639                                                       |                                                           |                                                           |

Valdeltagandet var 28,8%.

### 1899
| Andrakammarvalet i Sverige 1899: Ölands domsagas valkrets | Andrakammarvalet i Sverige 1899: Ölands domsagas valkrets | Andrakammarvalet i Sverige 1899: Ölands domsagas valkrets | Andrakammarvalet i Sverige 1899: Ölands domsagas valkrets | Andrakammarvalet i Sverige 1899: Ölands domsagas valkrets |
| Kandidat                                                  | Kandidat                                                  | Röster                                                    | Röster                                                    | Röster                                                    |
| Kandidat                                                  | Kandidat                                                  | Antal                                                     | %                                                         | +− %                                                      |
| --------------------------------------------------------- | --------------------------------------------------------- | --------------------------------------------------------- | --------------------------------------------------------- | --------------------------------------------------------- |
|                                                           | Adolf Johansson                                           | 391                                                       | 80,1                                                      |                                                           |
|                                                           | Närmaste kandidat                                         | 59                                                        | 12,1                                                      |                                                           |
|                                                           | Övriga kandidater                                         | 38                                                        | 7,8                                                       | —                                                         |
| Antal giltiga röster                                      | Antal giltiga röster                                      | 488                                                       |                                                           |                                                           |
| Kasserade röster                                          | Kasserade röster                                          | 1                                                         |                                                           |                                                           |
| Totalt                                                    | Totalt                                                    | 489                                                       |                                                           |                                                           |

Valet ägde rum den 30 juli 1899. Valdeltagandet var 21,3%.

### 1902
| Andrakammarvalet i Sverige 1902: Ölands domsagas valkrets | Andrakammarvalet i Sverige 1902: Ölands domsagas valkrets | Andrakammarvalet i Sverige 1902: Ölands domsagas valkrets | Andrakammarvalet i Sverige 1902: Ölands domsagas valkrets | Andrakammarvalet i Sverige 1902: Ölands domsagas valkrets |
| Kandidat                                                  | Kandidat                                                  | Röster                                                    | Röster                                                    | Röster                                                    |
| Kandidat                                                  | Kandidat                                                  | Antal                                                     | %                                                         | +− %                                                      |
| --------------------------------------------------------- | --------------------------------------------------------- | --------------------------------------------------------- | --------------------------------------------------------- | --------------------------------------------------------- |
|                                                           | Adolf Johansson                                           | 272                                                       | 56,0                                                      | ▼24,1%                                                    |
|                                                           | Knut Ohlsson                                              | 129                                                       | 26,5                                                      |                                                           |
|                                                           | Övriga kandidater                                         | 85                                                        | 17,5                                                      | —                                                         |
| Antal giltiga röster                                      | Antal giltiga röster                                      | 486                                                       |                                                           |                                                           |
| Kasserade röster                                          | Kasserade röster                                          | 4                                                         |                                                           |                                                           |
| Totalt                                                    | Totalt                                                    | 490                                                       |                                                           |                                                           |

Valet ägde rum den 7 september 1902. Valdeltagandet var 21,0%.

### 1905
| Andrakammarvalet i Sverige 1905: Ölands domsagas valkrets | Andrakammarvalet i Sverige 1905: Ölands domsagas valkrets | Andrakammarvalet i Sverige 1905: Ölands domsagas valkrets | Andrakammarvalet i Sverige 1905: Ölands domsagas valkrets | Andrakammarvalet i Sverige 1905: Ölands domsagas valkrets |
| Kandidat                                                  | Kandidat                                                  | Röster                                                    | Röster                                                    | Röster                                                    |
| Kandidat                                                  | Kandidat                                                  | Antal                                                     | %                                                         | +− %                                                      |
| --------------------------------------------------------- | --------------------------------------------------------- | --------------------------------------------------------- | --------------------------------------------------------- | --------------------------------------------------------- |
|                                                           | Adolf Johansson                                           | 306                                                       | 61,1                                                      | ▲5,1%                                                     |
|                                                           | Pehr August Andersson                                     | 83                                                        | 16,6                                                      |                                                           |
|                                                           | Övriga kandidater                                         | 112                                                       | 22,3                                                      | —                                                         |
| Antal giltiga röster                                      | Antal giltiga röster                                      | 501                                                       |                                                           |                                                           |
| Kasserade röster                                          | Kasserade röster                                          | 3                                                         |                                                           |                                                           |
| Totalt                                                    | Totalt                                                    | 504                                                       |                                                           |                                                           |

Valet ägde rum den 10 september 1905. Valdeltagandet var 20,9%.

### 1908
| Andrakammarvalet i Sverige 1908: Ölands domsagas valkrets | Andrakammarvalet i Sverige 1908: Ölands domsagas valkrets | Andrakammarvalet i Sverige 1908: Ölands domsagas valkrets | Andrakammarvalet i Sverige 1908: Ölands domsagas valkrets | Andrakammarvalet i Sverige 1908: Ölands domsagas valkrets |
| Kandidat                                                  | Kandidat                                                  | Röster                                                    | Röster                                                    | Röster                                                    |
| Kandidat                                                  | Kandidat                                                  | Antal                                                     | %                                                         | +− %                                                      |
| --------------------------------------------------------- | --------------------------------------------------------- | --------------------------------------------------------- | --------------------------------------------------------- | --------------------------------------------------------- |
|                                                           | Adolf Johansson                                           | 428                                                       | 59,0                                                      | ▼2,1%                                                     |
|                                                           | Pehr August Andersson (AVF)                               | 164                                                       | 22,6                                                      | ▲6,0%                                                     |
|                                                           | Övriga kandidater                                         | 133                                                       | 18,4                                                      | —                                                         |
| Antal giltiga röster                                      | Antal giltiga röster                                      | 725                                                       |                                                           |                                                           |
| Kasserade röster                                          | Kasserade röster                                          | 13                                                        |                                                           |                                                           |
| Totalt                                                    | Totalt                                                    | 738                                                       |                                                           |                                                           |

Valet ägde rum den 6 september 1908. Valdeltagandet var 29,9%.